# Millstream Chichester National Park
Millstream Chichester National Park är en park i Australien. Den ligger i delstaten Western Australia, omkring 1 200 kilometer norr om delstatshuvudstaden Perth.
Trakten runt Millstream Chichester National Park är nära nog obefolkad, med mindre än två invånare per kvadratkilometer.. Det finns inga samhällen i närheten.
Omgivningarna runt Millstream Chichester National Park är i huvudsak ett öppet busklandskap. Genomsnittlig årsnederbörd är 498 millimeter. Den regnigaste månaden är januari, med i genomsnitt 243 mm nederbörd, och den torraste är augusti, med 1 mm nederbörd.